# Xã Cass, Quận Schuylkill, Pennsylvania
Xã Cass (tiếng Anh: Cass Township) là một xã thuộc quận Schuylkill, tiểu bang Pennsylvania, Hoa Kỳ. Năm 2010, dân số của xã này là 1.958 người.